# Brian Lozano
Brian Lozano, vollständiger Name Brian Avelino Lozano Aparicio, (* 23. Februar 1994 in Montevideo) ist ein uruguayischer Fußballspieler.

## Karriere

### Verein
Der 1,66 Meter große Mittelfeldakteur Lozano steht mindestens seit der Saison 2014/15 in Reihen des uruguayischen Erstligisten Defensor Sporting. Bei den Montevideanern lief er in dieser Spielzeit 25-mal in der Primera División auf und erzielte sieben Treffer. In der Apertura 2015 folgten elf weitere Erstligaeinsätze (vier Tore) und acht absolvierte Partien (zwei Tore) in der Copa Sudamericana 2015. Zum Jahresbeginn 2016 wechselte er nach Mexiko zum Club América. Bislang (Stand: 13. Juli 2016) kam er dort siebenmal (kein Tor) in der Primera División und zweimal (kein Tor) in der CONCACAF Champions League zum Einsatz. Ende Juni 2016 wurde er an Nacional Montevideo ausgeliehen und trug mit neun Erstligaeinsätzen (kein Tor) zum Gewinn der uruguayischen Meisterschaft in der Saison 2016 bei. In der Folgespielzeit 2017 kam er 16-mal in der Liga (vier Tore) und einmal (kein Tor) in der Copa Libertadores 2017 zum Einsatz. Mitte Juni 2017 schloss er sich – abermals auf Leihbasis – Santos Laguna an. Er blieb bei dem Verein, nunmehr fest verpflichtet, und wurde 2022 und 2023 jeweils wieder verliehen.

### Nationalmannschaft
Lozano kann keine Länderspieleinsätze in den verschiedenen Altersklassen der Juniorenauswahlen aufweisen. Am 19. Mai 2015 wurde er von Trainer Fabián Coito zunächst für den vorläufigen Kader der U-22 bei den Panamerikanischen Spielen 2015 in Toronto nominiert. Schließlich gehörte er auch dem endgültigen Aufgebot an und gewann das Turnier mit der Celeste.
Am 4. September 2015 debütierte er unter Óscar Tabárez beim 1:0-Sieg im Freundschaftsspiel gegen die Nationalelf Panamas in der A-Nationalmannschaft, als er in der 73. Spielminute für Diego Rolán eingewechselt wurde. Insgesamt absolvierte er bislang zwei A-Länderspiele (kein Tor). Sein vorläufig letzter Einsatz datiert vom 8. September 2015.

## Erfolge
- Goldmedaille Panamerikanische Spiele: 2015
- Uruguayischer Meister: 2016